# La rivincita di Yanez
La rivincita di Yanez è un romanzo di avventura di Emilio Salgari, pubblicato postumo nel 1913, ed è l'ultimo romanzo del ciclo indo-malese, che ha come protagonista il pirata malese Sandokan, e più precisamente del secondo ciclo di Sandokan, la terza serie a lui dedicata.

## Trama
Rifugiatosi nelle immense fogne della città di Assam a capo di una ventina di uomini, Yanez attende con ansia l'arrivo del suo caro amico Sandokan, il quale arriva dalla Malesia con cento dayaki e malesi, tutti a cavallo, e cinque elefanti, su ognuno dei quali è posta una mitragliatrice. Seppur siano numericamente inferiori rispetto ai ventimila uomini del Rajah, questi ultimi sono solo banditi e bramini senza coraggio che fuggono alla prima scarica. La Tigre della Malesia giunge felicemente da Yanez, ma nelle cloache non c'è cibo per elefanti e cavalli, che iniziano a patire la fame. Nel frattempo tutti hanno conosciuto Wan Horn, che insieme ad un bramino di Sindhia, l'ex-rajah, amico però di Yanez, libera i suoi microbi nell'accampamento nemico. Yanez, Kammamuri e dodici sikkari partono per vedere se ci sono luoghi in cui sia possibile raccogliere piante senza essere scorti dai nemici, e riescono a trovare una fattoria ancora intera, risparmiata dal fuoco che ha distrutto tutta la capitale, e dove vi sono molte piante. Il piccolo drappello riesce a finire una prima raccolta, ma quando si accorge che i nemici stanno circondando la piccola magione, Yanez invia due uomini a chiamare la Tigre. 
Sandokan subito accorre, libera gli assediati e fugge su una collinetta insieme a Yanez. Da qui invia il Rajaputo e Kammamuri sulle montagne di Sadhja, per incitare i montanari a sbrigarsi e raggiungerli. I due partono, ma si scoprono inseguiti da una ventina di cavalieri nemici. Dopo essersi arroccati su un albero, ucciso dei serpenti che li assediavano, sfuggiti ad una nuvola di miasmi tossici sprigionati dai nemici ed elusi gli inseguitori, i due riescono a ripartire. Trovano una striscia di jungla, aperta da una carica di grossi animali, ed essendo una via sgombra di pericoli, decidono di percorrerla, ma vengono scoperti da un rinoceronte e nella seguente fuga alla cieca finiscono in una trappola per animali, dove soltanto i due uomini sopravvivono. D'un tratto, il maharatto sente una carrozza arrivare e, intuendo che si tratta della posta indiana, spara un colpo di pistola fermando la carrozza, il cui conducente, per ringraziarli, li fa salire. La minuscola compagnia si rimette quindi in viaggio, ma viene sorpresa da due tigri, che sbranano il conducente, quindi Kammamuri ed il rajaputo fuggono sui cavalli e tornano indietro, per paura che lo strappo nella jungla li porti fuori strada; tornati nella prateria, però, sono visti dai banditi nemici, quindi continuano la fuga ed arrivano in una pagoda, dove un vecchio guru, che un tempo aveva subito fisicamente le pazzie del Rajah, gli offre ospitalità. Purtroppo, però, i due vengono in seguito scoperti, presi e depredati dalle armi. Il Rajah, giunto per l'occasione, decide poi di farli legare ad un albero nella Jungla, in attesa che qualche tigre li sbrani, ma il bramino fedele a Yanez, che si trovava insieme a Sindhia, li libera. Il Rajah era infatti del tutto ignaro del suo vero schieramento. I tre, essendo stato legato anche il guru, scoprono che l'albero era stato scavato da un leopardo, ed aveva al suo interno un rifugio, dove vi entrano. Sfortunatamente i banditi ritornano per controllare i morti e, non trovandoli, danno fuoco all'albero. Al guru riviene però in mente l'esistenza di un passaggio che conduceva nel bel mezzo della Jungla: i tre lo trovano e vi addentrano, arrivando nel bel mezzo della jungla, ma sono ancora inseguiti e dopo varie peripezie arrivano ad un fiume, che attraversano costruendo una zattera. Alla fine, il trio raggiunge una torre mongola e vi si rifugiano, ma vengono poi assediati dai venti cavalieri di Sindhia.
Giungono però in loro soccorso i quindicimila cavalieri-montanari, con i quali i tre ritornano alla collinetta dove Yanez e Sandokan si erano rifugiati. I cinque guidano insieme la battaglia, che già da molti giorni si combatteva furiosamente contro i banditi, i quali però stanno avendo la peggio. L'arrivo dei montanari segna la vittoria e la rivincita definitive di Yanez, e il Rajah Sindhia si suicida, segnando la fine temporanea dei problemi dei protagonisti. Il romanzo e la saga si concludono con l'addio dei due fratelli.

## Personaggi
- Yanez de Gomera: Portoghese salvato dalla Tigre della Malesia, ovvero il famoso e famigerato Sandokan, è il rajah dell'Assam, semispodestato dall'ex rajah. Nella storia non compare largamente, se non in buona parte dell'inizio del libro e nell'ultimo capitolo. Sarà in questo libro che riconquisterà il suo impero, che si andava sgretolando da tre romanzi.
- Sandokan: soprannominato Tigre della Malesia, è un personaggio semi-secondario in questo libro dell'immensa saga. Arriverà in aiuto di Yanez nei primi capitoli, e con le sue mitragliatrici metterà in fuga gli uomini del Rajah fino all'arrivo dei montanari di Sadhja, fedeli al portoghese.
- Rajaputo: è un colosso dotato di una forza eccezionale, e una delle guardie élite del Rajah bianco, l'unica rimastagli fedele, dopo la corruzione degli altri mille rajaputi.
- Kammamuri: è un maharatto conosciuto dal pirata nei primi libri della saga, durante la lotta contro i thugs indiani, e un amico del Rajaputo. Sarà inviato da Yanez a chiedere aiuto ai montanari di Sadhja, mentre lui cerca di impedire l'assalto dei nemici.
- Tremal-Naik: padrone di Kammamuri, si è stranamente separato da lui per assistere Yanez nella difesa suprema. Non svolge azioni importanti all'interno della storia.
- Gurù: sacerdote incontrato dal Maharatto e dal Rajaputo, durante la fuga verso nord. Li guiderà nel territorio attinente alla sua pagoda fino all'arrivo dei montanari.
- Wan Horn: dottore olandese scovato da Sandokan. Coltiva i bacilli del colera e li libererà nell'accampamento nemico, facendo numerose vittime.

## Edizioni
- Emilio Salgari, La rivincita di Yanez, Salgariana, Ugo Mursia,  p. 248, ISBN 978-88-425-4369-5.